# Manfred Eigen
Manfred Eigen (ur. 9 maja 1927 w Bochum, zm. 6 lutego 2019) – niemiecki biofizyk, były dyrektor Instytutu Maxa Plancka Chemii Biofizycznej w Getyndze.
W 1967 roku, razem z Ronaldem Norrishem i George’em Porterem, otrzymał Nagrodę Nobla z chemii za badania nad ultraszybkimi reakcjami chemicznymi wywoływanymi zaburzeniem stanu równowagi przy pomocy krótkiego impulsu energii.
Eigen jest twórcą teorii chemicznych hipercykli oraz jej zastosowania do wyjaśnienia samoorganizacji systemów prebiotycznych (praca z Peterem Schusterem w 1979 roku). Jest również twórcą pojęcia pseudogatunku (ang. quasispecies) mającego zastosowanie w opisie wysoce zmiennych wirusów (np. HIV) oraz bakterii.
Jego nazwiskiem („kation Eigena”) jest nazywany jon hydroniowy H
3O+
 i jego silnie hydratowana forma H
9O+
4.